# Sils Maria (film)
Sils Maria (Clouds of Sils Maria) è un film del 2014 scritto e diretto da Olivier Assayas.
Il film, con protagoniste Juliette Binoche, Kristen Stewart e Chloë Grace Moretz, ha partecipato in concorso alla 67ª edizione del Festival di Cannes.

## Trama
All'apice della sua carriera internazionale, all'attrice Maria Enders viene offerto di recitare in un revival del dramma che l'aveva resa famosa vent'anni prima. A quei tempi interpretava il ruolo di Sigrid, un'affascinante ragazza che spinge al suicidio il suo capo, Helena. Oggi però le viene chiesto di cimentarsi proprio nel ruolo della protagonista più matura e tragica. Per prepararsi al ruolo parte assieme alla sua assistente Valentine per andare a Sils Maria, un paesino dell'Engadina, dove aveva vissuto gli ultimi anni di vita l'autore della pièce teatrale, morto proprio in quei giorni.
A Sils Maria, una mattina, Valentine e la Enders si alzano all'alba per poter ammirare il fenomeno del passaggio di nuvole conosciuto come il Serpente del Maloja. Durante la camminata per raggiungere il luogo, Valentine scompare misteriosamente. Maria la chiama a gran voce ma non la trova più. Di lei non si hanno più notizie per il resto del film, come se non fosse mai esistita.
Una giovane starlet di Hollywood con una spiccata propensione agli scandali, Jo-Ann Ellis, interpreterà il ruolo di Sigrid, la rivale di Helena, e così Maria si ritroverà dall'altra parte dello specchio, faccia a faccia con una donna ambiguamente affascinante: un inquietante riflesso di lei stessa, fino a confondere tra vita reale e teatro, in un doppio gioco crudele e sorprendente.

## Produzione

### Riprese
Le riprese del film si sono svolte dal 22 agosto al 4 ottobre 2013 tra Italia (nella provincia di Bolzano), Svizzera (a Sils Maria, Zurigo e Sankt Moritz) e Germania (a Berlino e Lipsia).
Assayas è stato molto suggestionato dalla particolarità della valle dell'Engadina, in cui è ubicata Sils Maria, e dalle immagini che nel 1924 Arnold Fanck, uno dei pionieri della fotografia di montagna, girò in quelle zone. In particolare Assayas è rimasto colpito dal documentario Das Wolkenphänomen von Maloja, dove appare il fenomeno meteorologico noto col nome di "serpente di Maloja".

### Cast
- Juliette Binoche è Maria Enders.
- Kristen Stewart è Valentine. Questo ruolo è stato inizialmente dato all'attrice Mia Wasikowska, che ha dovuto abbandonare il progetto ed è stata sostituita dalla Stewart[4].
- Chloë Grace Moretz è Jo-Ann Ellis.
- Johnny Flynn è Christopher Giles. Per questo ruolo era stato scelto l'attore Tom Sturridge, che ha abbandonato poi il cast per girare un altro film, ed è stato sostituito da Flynn[5].
- Lars Eidinger è Klaus Diesterweg. Il ruolo era stato dato all'attore Daniel Brühl, che però abbandonò il progetto per la promozione del suo film Rush[6].

### Sceneggiatura
L'attrice Juliette Binoche ha proposto l'idea della storia al regista/sceneggiatore Olivier Assayas che si è detto interessato ed ha scritto lo script per il film.

## Promozione
Il primo trailer del film viene diffuso il 22 maggio 2014.

## Distribuzione
La pellicola è stata presentata in concorso alla 67ª edizione del Festival di Cannes il 23 maggio 2014. Successivamente viene distribuita nelle sale cinematografiche francesi a partire dal 20 agosto dello stesso anno. In Italia la pellicola arriva il 6 novembre distribuita da Good Films. Il titolo internazionale del film è Clouds of Sils Maria, mentre in Francia e in Italia è uscito con il suo titolo originale Sils Maria.

## Accoglienza

### Incassi
Il film ha incassato 549426 $ nei primi 4 giorni di programmazione, mentre nella seconda settimana 1150090 $.

## Riconoscimenti
- 2014 - Festival di Cannes
  - Candidatura per la Palma d'oro
- 2015 - Premio César
  - Migliore attrice non protagonista a Kristen Stewart
  - Candidatura per il miglior film
  - Candidatura per il miglior regista a Olivier Assayas
  - Candidatura per la migliore attrice protagonista a Juliette Binoche
  - Candidatura per la migliore sceneggiatura originale a Olivier Assayas
  - Candidatura per la migliore fotografia a Yorick Le Saux
- 2015 - New York Film Critics Circle Awards
  - Miglior attrice non protagonista a Kristen Stewart
- 2015 - Los Angeles Film Critics Association[10]
  - Candidatura per la miglior attrice non protagonista a Kristen Stewart
- 2015 - Boston Society of Film Critics[11]
  - Miglior attrice non protagonista a Kristen Stewart
- 2015 - Boston Film Critics Online Awards[12]
  - Miglior attrice non protagonista a Kristen Stewart
  - Sesto miglior film dell'anno
- 2015 - Online Film Critics Society[13]
  - Candidatura per la miglior attrice non protagonista a Kristen Stewart
- 2015 - Time top ten[14]
  - Quarto miglior film dell'anno
- 2015 - Chicago Film Critics Association[15]
  - Candidatura per la miglior attrice non protagonista a Kristen Stewart